# 上海第二工业大学
上海第二工业大学是位於中国上海浦东新区曹路鎮的一所市属普通高等学校。学校从成人教育起步，到举办全日制高职教育，再到升格为普通本科高校，直至被国务院学位委员会列为“服务国家特殊需求人才培养项目”专业学位研究生培养试点单位。

## 歷史

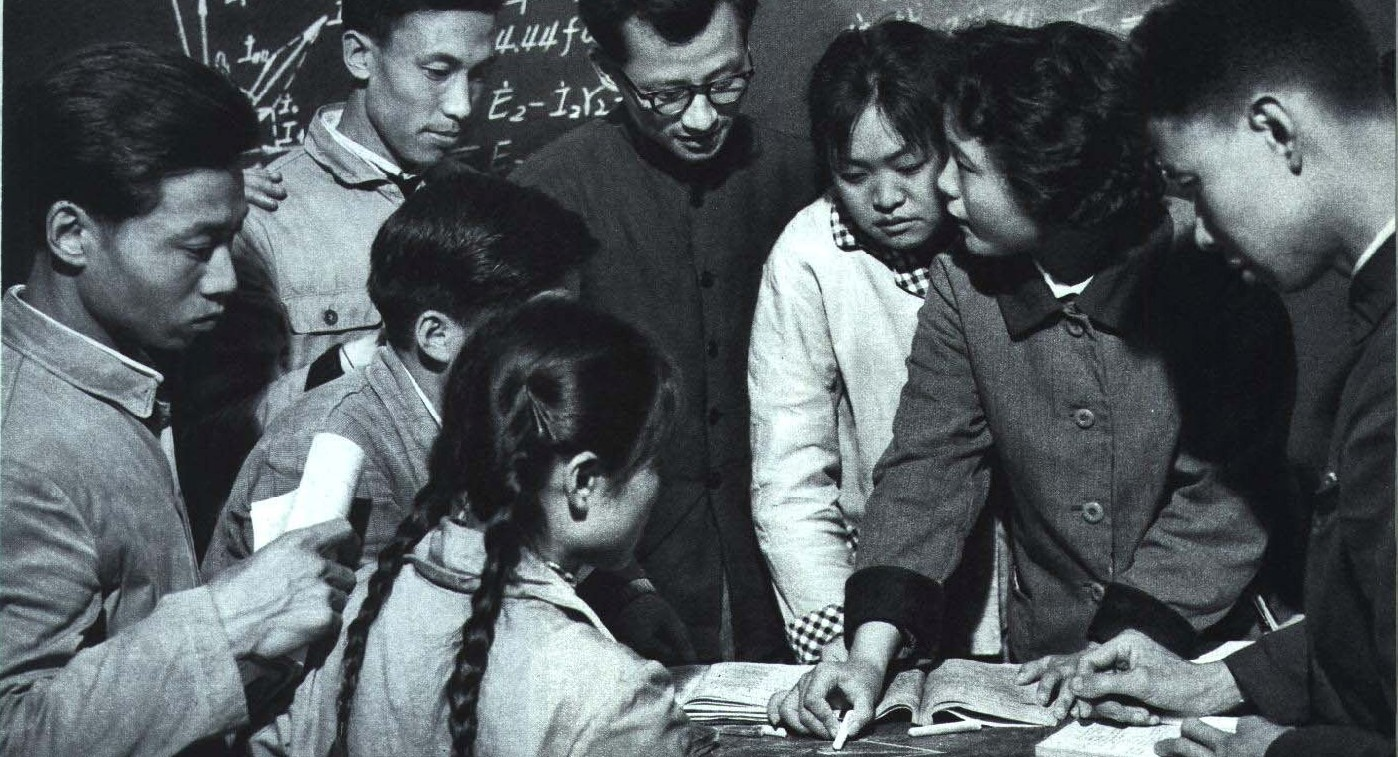
1964年 上海市业余工业大学

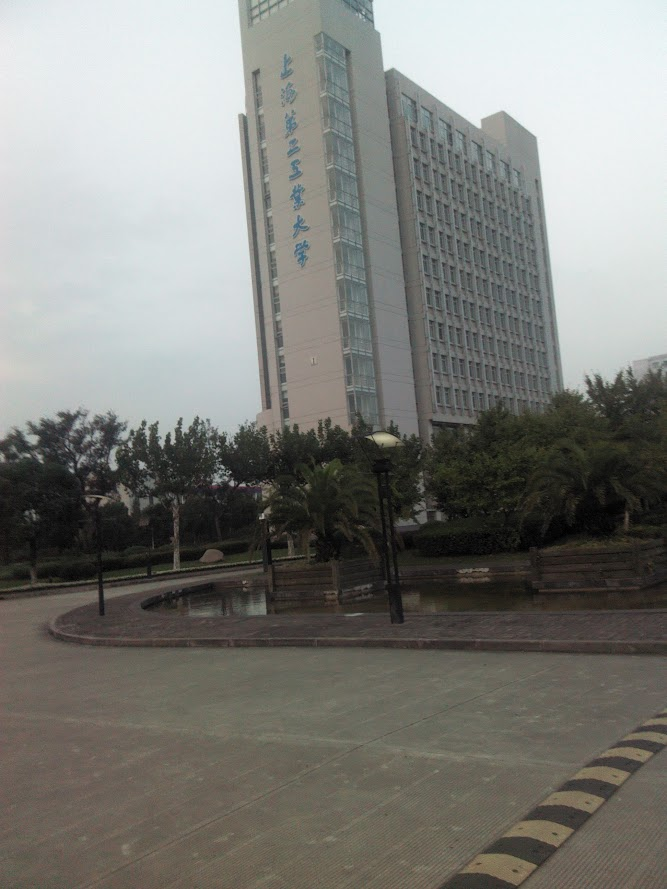
上海第二工業大學金海路校區

1960年9月成立，是中国第1所业余大学，原名为上海市业余工业大学，是一所成人高校。1965年曾改名为上海市半工半读工业大学。1970年恢复原名上海市业余工业大学。
1977年恢复招生。1978年招收第一批本科学生。1984年更为现名。1985年，首届中華人民共和國教师节期間，时任上海市市长江泽民到二工大讲话。2000年5月，时任中共中央總書記总书记江泽民为二工大建校40周年题词。2000年7月经教育部批准转制为全日制高等职业院校。2001年11月，上海东沪职业技术学院并入该校。2003年，由上海市人民政府批准为全日制普通本科高等学校，成为以工科为主、经管文理多学科协调发展的本科院校。2009年4月，学校被上海市教委列为工程硕士专业学位立项建设单位。
2002年7月，上海第二工业大学成立成人与继续教育学院，主要承担成人学历教育与非学历教育各项工作，2017年更名为继续教育学院。
2020年7月28日，上海第二工业大学金海路校区拓展工程开工。拓展工程规划建设8.8万平方米校舍，主要有学生公寓、食堂综合楼、工学大楼等，预计2022年9月建成。
2021年10月25日，上海第二工业大学职业技术教师教育学院成立，該學院是上海市职业技术教师教育学院首家建设单位。
2023年2月8日，上海第二工业大学启东研究院成立。

## 校史流程图
- 1960年：创建上海市业余工业大学
- 1984年：更名为 上海第二工业大学（成教）
- 1999年：上海冶金职工联合大学 和 上海冶金工业学校 合并，升格为 上海东沪职业技术学院
- 2000年：升格为 上海第二工业大学（专科）
- 2001年：上海东沪职业技术学院 并入 上海第二工业大学（专科）

### 分支1：上海冶金联合职工大学
1. 1990年：
  - 上海冶金职工大学、上钢一厂职工大学 和 上钢三厂职工大学 合并组建 上海冶金联合职工大学
2. 上海冶金职工大学：
  - 1982年 由以下三所学校合并组建：
    - 上海钢铁研究所职工大学
    - 上钢五厂职工大学
    - 上钢二厂职工大学

  - 上钢二厂职工大学：
    - 创建为 上钢二厂工人大学
    - 1980年 更名为 上钢二厂职工大学

  - 上钢五厂职工大学：
    - 创建为 上钢五厂工人大学
    - 1980年 更名为 上钢五厂职工大学

  - 上海钢铁研究所职工大学：
    - 创建

  - 上海冶炼厂职工大学：
    - 1958年 创建为 上海冶炼厂业余冶金学院
    - 1959年 更名为 上海业余冶金专科学校
    - 1966年 撤销
    - 1975年 复校为 上海冶炼厂721工人大学
    - 1977年 上海第二冶炼厂721工人大学 并入
    - 1979年上海冶炼厂721工人大学更名上海冶炼厂职工大学
    - 1980年 上海冶炼厂职工大学并入上海市冶金工业局职工大学
3. 上钢一厂职工大学：
  - 1960年 创建为 上钢一厂红专大学（职工业余专科学校）
  - 撤销
  - 创建为 上钢一厂工人大学
  - 1980年 更名为 上钢一厂职工大学
4. 上钢三厂职工大学：
  - 1959年 创建为 上钢三厂业余钢铁专科学校
  - 撤销
  - 创建为 上钢三厂工人大学
  - 1980年 更名为 上钢三厂职工大学

### 分支2：上海冶金工业学校
1. 1964年：
  - 创建 上海冶金工业学校
2. 1981年：
  - 上钢三厂中专 和 冶金设计院分校 并入

### 分支3：上海市体育师范学校
1. 1985年：
  - 创建 上海市体育师范学校
2. 2003年：
  - 上海市体育师范学校 并入 上海第二工业大学（专科）

### 最后一步：
1. 2004年：
  - 上海第二工业大学（专科） 升格为 上海第二工业大学[13]

## 校区分布
上海第二工业大学有一个主校区，一个国家大学科技园，一个位于启东的上海第二工业大学启东研究院和若干个办学联系点。
金海路校区位于上海市浦东新区金海路2360号(近上海杉达学院)，上海第二工业大学国家大学科技园位于上海市宝山区同济支路199号（原上海东沪职业技术学院校址）。

## 校友
- 江绵康[17]
- 包起帆，1951年2月2日出生于上海，全国劳动模范，1968年进入上海港参加工作，被誉为“抓斗大王”[18]。
- 李斌，1960年5月18日－2019年2月21日，全国劳动模范、上海市总工会兼职副主席。